# 桑普森號驅逐艦 (DD-63)
桑普森號驅逐艦（舷號DD-63）是一艘隸屬於美國海軍的驅逐艦，為桑普森級驅逐艦的首艦。她是美軍第一艘以桑普森為名的軍艦，以紀念美西戰爭中指揮聖地牙哥海戰的海軍少將威廉·桑普森（William T. Sampson）。
桑普森號在1915年於霍河造船廠開始建造，在1916年下水服役，其時第一次世界大戰已經爆發。接著桑普森號主要留在大西洋訓練及作中立巡航。美國參戰後，桑普森號被派往法國及愛爾蘭海域，掩護協約國船隻。戰後桑普森號留在加勒比海巡航，在1921年退役。1936年桑普森號除籍，按倫敦海軍條約出售拆解。